# Starorakušané
Starorakušany (něm. Altösterreicher) se od roku 1918 nazývají obyvatelé někdejší předlitavské části Podunajské monarchie, chápající svoji identitu v intencích státu svých předků. Starorakušané vidí v Rakousku-Uhersku předchůdce integračních snah ve střední Evropě (subsidiarita, měnová unie). Mnohonárodnostní stát chápou jako výhodu. Starorakušanství ve své původní formě nebývá definováno jazykově, zahrnuje mluvčí všech jazyků bývalého Předlitavska. (Rakousko-Uhersko oficiálně neznalo pojem národnost, hovořilo se o tzv. obcovacím jazyku).
Existují snahy německých krajanských spolků v Rakouské republice, směřujících k uznání starorakušanství jako pojmu označujícího  německojazyčné obyvatelstvo na území někdejšího Rakouska-Uherska (včetně zalitavské části), vyjma Rakouskou republiku: sudetští Němci (Česko), karpatští Němci (Slovensko, Podkarpatská Rus), Jihotyrolané (Itálie), dunajští Švábové (Rumunsko, Srbsko), sedmihradští Sasové (Rumunsko), maďarští a kočevští Němci (Slovinsko). Proti tomuto nacionálnímu konceptu se postavil slovinský prezident Milan Kučan, který prohlásil: „Starorakušané jsme my všichni.“